# El Potosí
El Potosí es un periódico boliviano que se edita en Potosí. Fue fundado el 5 de julio de 2001 en un acto realizado en la Casa Nacional de la Moneda y su edición número 1 circuló el domingo 8 de julio de ese año. Forma parte de la Editorial del Sur S.R.L. que también edita el diario Correo del Sur de Sucre, la capital constitucional de Bolivia.
Sus fundadores son Gonzalo Canelas Tardío, Marco Antonio Dipp Mukled y Juan José Toro Montoya. Actualmente funciona en el edificio de la calle Cochabamba N.º 35 de Potosí. Es el único diario que circula en Potosí así que se ha convertido en el referente periodístico de esa ciudad.

## Historia
Aunque nació en 2001, el nacimiento de El Potosí tiene sus orígenes en 1996, cuando el entonces director del diario Correo del Sur, el escritor y periodista Jorge Suárez, propone al Grupo Canelas, con sede en la ciudad de Cochabamba, Bolivia que se abra un periódico en esta ciudad.
El primer paso se da a principios de 1998, cuando se alquila un inmueble en la calle Bolívar con el propósito de que allí funcione el diario. Es en esa casa actualmente están las oficinas del Defensoría del Pueblo de Bolivia, donde se realizaron reuniones encabezadas por Jorge Suárez con la participación de periodistas que habían sido seleccionados para formar parte del personal.
Mientras se trabajaba en el diseño del nuevo diario, la fatalidad se cruza en el ya dilatado camino del proyecto y Jorge Suárez deja de existir. La muerte del director de «Correo del Sur» obliga al Grupo Canelas a tomar decisiones inmediatas. El hasta entonces jefe de redacción del periódico chuquisaqueño, Marco Antonio Dipp, es nombrado director y se decide que Juan José Toro Archivado el 11 de septiembre de 2022 en Wayback Machine. asuma la jefatura que quedaba vacante a raíz de ese ascenso.
El equipo encabezado por Dipp y Toro logra completar la transformación de «Correo del Sur» y así es superado el primer desafío. No obstante, la aparición de El Potosí debió esperar todavía más. Toro retornó a Potosí en el año 2000 con el encargo de preparar el terreno para el nuevo diario. El sueño sólo se hizo realidad un año y medio después, cuando en julio de 2001, por fin, el proyecto fue lanzado oficialmente en la Casa Nacional de la Moneda.
Dos hitos marcaron su nacimiento:
1. Por una parte estuvo el enfoque del primer número cuya noticia principal estaba en su tapa con el título de «Banzer puede renunciar».[9] Lo que de inicio fue calificado como una especulación era la señal del tipo de periodismo que “El Potosí” quería hacer: no era suficiente con informar lo ocurrido sino que era preciso prever lo que podría suceder. Semanas después, en efecto, Hugo Banzer debió dejar el poder debido a su cáncer terminal.
2. El otro detalle no es tan conocido pero también tiene que ver con el primer número. Aquel primer ejemplar, que circuló el domingo 8 de julio de 2001, fue llevado a Manquiri donde (según creencias religiosas) recibió la bendición del Cristo que es venerado en ese santuario.

El primer director de El Potosí fue el empresario Samuel Blanco Blanco, quien también fue el fundador y presidente vitalicio del club de fútbol Real Potosí.
Actualmente, El Potosí es el referente de esta ciudad en todo el mundo gracias a su edición digital. Recibió distinciones tanto del gobierno nacional de Bolivia, a través del Senado Nacional, como de los gobiernos regionales de Potosí. Ha ganado el premio a Lo mejor de lo nuestro por dos años consecutivos y recibió el galardón Arco Europa a la Calidad y Tecnología conferido por Business Initiative Directions que tiene sede en Madrid.

## Controversias
El Potosí ha sido objeto de varias controversias y ataques, particularmente por sus constantes denuncias del deterioro que sufre el Cerro Rico por la acción de empresas privadas que se dedican a la minería y se autoidentifican como cooperativas mineras.
Al tratarse de grupos de poder económico, estas empresas han desatado una campaña de desprestigio contra el periódico.
El 7 de octubre de 2020, el director de contenidos del periódico, Juan José Toro Archivado el 11 de septiembre de 2022 en Wayback Machine., fue atacado por más de un millar de personas que lo emboscaron en el Cerro Rico, cuando se dirigía hacia la cúspide, a filmar una inspección que debía realizar el Comité Cívico Potosinista. Este caso continúa en proceso judicial.

## Aportes a la investigación
Durante sus más de 20 años de vida, El Potosí ha aportado a la cultura boliviana y potosina por varias vías: Publicando libros enteros por fragmentos, como el de salud pública en la colonia, de Carlos Serrano Bravo, o bien trasladando sus artículos a libros, como hizo Freddy Flores Ponce con en publicación de Derecho Constitucional.
Los suplementos especiales que publica anualmente con motivo de la festividad de Ch'utillos se convirtieron en la base para un libro que acompaña a la postulación de esta fiesta a la lista del Patrimonio Inmaterial de la Unesco.
En su revista dominical Ecos se publica semanalmente artículos de investigación sobre la historia de Potosí y Bolivia.